# Jaume Marquet Cot

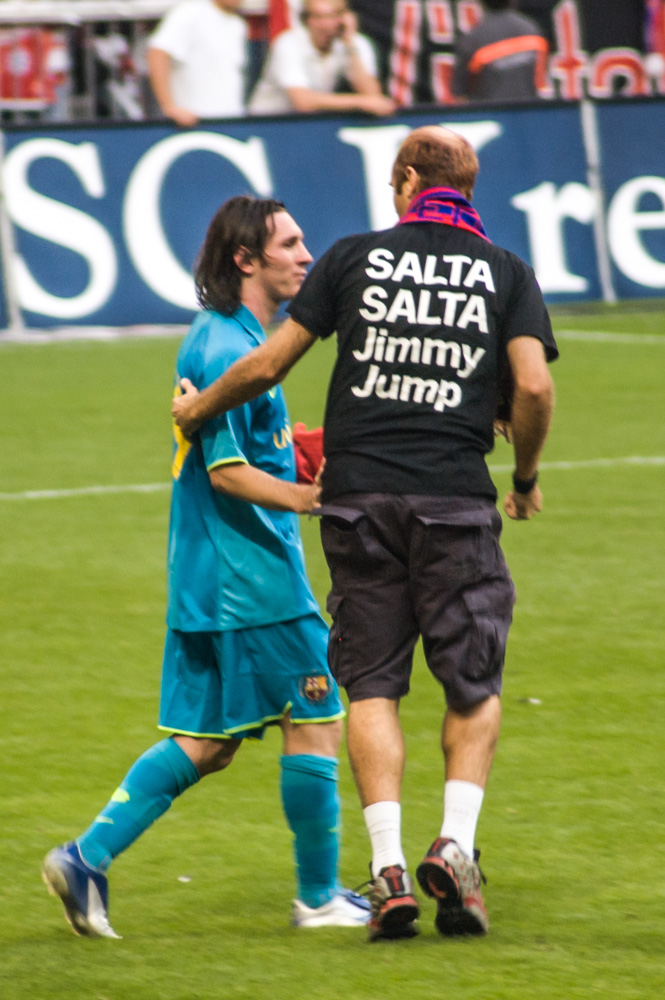
Lionel Messi (links) en Jimmy Jump op 15 augustus 2007 tijdens de afscheidswedstrijd voor Mehmet Scholl tussen Bayern München en FC Barcelona in de Allianz Arena in München

Jaume Marquet Cot (Sabadell, 14 maart 1976), beter bekend als Jimmy Jump, is een berucht verstoorder van voornamelijk sportwedstrijden afkomstig uit Catalonië, Spanje.

## Optredens
Tijdens de finalewedstrijd van het Europees kampioenschap voetbal 2004 tussen Griekenland en Portugal gooide hij een vlag van FC Barcelona op de Portugese aanvoerder van het team, Luís Figo.
Daarnaast rende hij in 2004 over de startbaan van de Spaanse Grand Prix Formule 1 en verstoorde hij een La Liga-wedstrijd tussen Real Madrid en FC Barcelona op 19 november 2005.
Een andere verstoring vond plaats tijdens de halve finale van de UEFA Champions League in 2006, tussen Villarreal en Arsenal. Hij rende, vlak voordat de tweede helft begon, het veld op en gooide een FC Barcelona-shirt naar de aanvaller Thierry Henry, met Henry's naam en nummer (14) op de achterkant. Cot kreeg hiervoor een boete van € 60.100.
Tijdens de Champions League finale van 2007 tussen AC Milan en Liverpool rende hij het veld op met een Griekse vlag, maar dit werd nooit uitgezonden. Ook rende hij het veld op in de tweede helft van de finale van het Wereldkampioenschap rugby in 2007 tussen Engeland en Zuid-Afrika. Hij drong op 7 juni 2009 binnen bij de finale van het Roland Garros-tennistoernooi voor mannen. Hij wilde de winnaar, Roger Federer, een rode baret opzetten.
In de finale van het Eurovisiesongfestival 2010 wist hij gedurende een halve minuut mee te dansen tijdens het optreden van Spanje. Hierdoor mochten de Spanjaarden na alle andere liedjes een tweede keer hun nummer ten gehore brengen. Jump kreeg voor deze verstoring een boete van 15.000 Noorse kronen.
Tijdens de finale van het Wereldkampioenschap voetbal 2010 in Zuid-Afrika probeerde hij de FIFA-wereldbeker te voorzien van een rode muts en van de sokkel af te gooien, de FIFA heeft dit echter gecensureerd en het is hierdoor niet uitgezonden, dit gebeurde net voor de wedstrijd. Hiervoor kreeg hij een boete van 210 euro.
Tijdens de halve finale van de UEFA Champions League tussen FC Barcelona en Real Madrid op 3 mei 2011 rende hij opnieuw kort na de rust het veld op om een rode muts op het hoofd van Cristiano Ronaldo te zetten. Hierna werd hij onderuitgehaald door beveiligers en afgevoerd.
Op 12 augustus 2012 trachtte hij over een hek van de Allianz Arena in München te klimmen voor de Duitse supercup-wedstrijd Borussia Dortmund tegen Bayern München, maar dit werd hem belet en hij werd aan de politie overgedragen. Drie maanden later, op 19 november, lukte het hem wel om bij de start van de tweedeklasserwedstrijd Hertha BSC tegen FC St. Pauli in het Olympiastadion in Berlijn het grasveld over te rennen, waarbij hij door een steward ten val werd gebracht.